# Shūji Nakamura
Shūji Nakamura (en japonès: 中村 修二) (Yotsuhama, Nishiuwa, Ehime, Japó 1954) és un enginyer electrònic i professor universitari japonès, nacionalitzat estatunidenc, especialista en nanotecnologia.

## Biografia
Va néixer el 22 de maig de 1954 al poble de Yotsuhama (posteriorment part de la vila de Seto i actualment part de la vila d'Ikata), població situada al Districte de Nishiuwa, Prefectura d'Ehime de l'illa de Shikoku. Va estudiar enginyeria electrònica a la Universitat de Tokushima, on es va llicenciar el 1977 i en la qual es doctorà el 1994.
L'any 1999 emigrà als Estats Units, de la qual n'obtingué la ciutadania, on es feu càrrec de la càtedra d'enginyeria electrònica de la Universitat de Califòrnia a Santa Barbara.

## Recerca científica
En la seva etapa en la Corporació Nichia va realitzar els seus primers treballs sobre nanotecnologia, desenvolupant el Díode LED, font lumínica de gran eficiència, llarga vida i un consum energètic molt més reduït que el de les fonts tradicionals. Així mateix també ha desenvolupat investigacions sobre el làser, desenvolupant la tècnica Blu-ray.
Guardonat amb la Medalla Benjamin Franklin de Física (2002) i el Premi de Tecnologia del Mil·lenni (2006), el juny de 2008 ha estat guardonat amb el Premi Príncep d'Astúries d'Investigació Científica i Tècnica, juntament amb Sumio Iijima, Robert Langer, George Whitesides i Tobin Marks, pels seus treballs al voltant de la nanotecnologia.